# Ohmilite
La ohmilite è un minerale.